# Khatuna Lorig
Khatuna Lorig (Georgisch: ხათუნა ქვრივიშვილი, Chatoena Kvoerivisjvili) (Tbilisi, 1 januari 1974) is een Amerikaans boogschutter.
Lorig werd geboren in Georgië, Sovjet-Unie, als Chatoena Kvoerivisjvili. Ze begon met boogschieten toen ze twaalf jaar was. Lorig schiet met een recurveboog. Ze deed met het gezamenlijk team van voormalige Sovjet-republieken mee aan de Olympische Spelen in Barcelona (1992). Individueel behaalde ze de zesde plaats, met het team (met Natalia Valeeva en Ludmilla Arzhannikova) won ze een bronzen medaille. Voor Georgië deed ze in 1996 en 2000 opnieuw mee aan de Spelen, maar haalde geen finaleplaats. In 1996 verhuisde ze naar New Jersey. Ze wilde meedoen voor Amerika aan de Spelen in 2004, maar werd pas een jaar later genaturaliseerd.
Lorig deed mee aan de Olympische Spelen in Peking (2008). In de individuele vrouwenrondes bereikte ze de achtste finale door in de eerste ronde de Franse Virginie Arnold en in de tweede ronde Alison Williamson uit Groot-Brittannië te verslaan. In 2012 deed ze wederom mee aan de Olympische Zomerspelen en deed ze samen met Jennifer Nichols en Miranda Leek mee aan de teamwedstrijd waar ze in de kwartfinale werden uitgeschakeld.